# Mouton-Duvernet
Mouton-Duvernet – stacja linii nr 4 metra  w Paryżu. Stacja znajduje się w 14. dzielnicy Paryża. Została otwarta 30 października 1909 r.